# Cultura Clovis

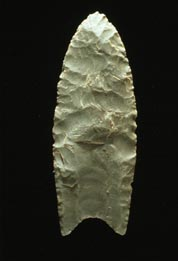
La característica punta Clovis.

Possibles rutes migratòries dels humans prehistòrics durant el Paleolític superior

Mapa d'Amèrica mostrant llocs abans de la Cultura Clovis.

La cultura Clovis és una cultura paleoamericana descoberta a Clovis (Nou Mèxic) el 1932 i que ocupava les serralades d'Arizona, Nou Mèxic, i oest de Texas.
Apareix fa entre 11.500 i 11.000 anys al final de l'últim període glacial, tenien tradició de caçadors i es caracteritza per la fabricació de "puntes de Clovis" associades a ossos de mamut i eines distintives d'os i marfil. Les determinacions més precises dels arqueòlegs actualment suggereixen que aquesta edat del radiocarboni és igual a aproximadament fa 13.200 a 12.900 anys naturals, anteriors a la cultura Folsom. Es considera que els pobles clovis són els avantpassats de la majoria dels pobles indígenes de les Amèriques.
Les punxes Clovis són fulles tallades, amb els cantons paral·lels o lleugerament convexos amb base còncava. Les files de les proporcions de la base són una mica fangoses, potser per separar el tall del mànec. Tenen una longitud de 4 a 13 cm, són pesants i arrissades, encara que l'arrissada no sol excedir la meitat de la longitud. Algunes variacions de l'est (Ohio, Cumberland, Suwannee) tenen espines de peix i una més estreta longitud relativa. També s'associen a Clovis eines i estris d'os, martells de pedra, gratadors i punxes de fletxa no arrissades.